# Piedicavallo
Piedicavallo (Pidcaval på piemontesiska, Pickuvoal på Töitschu walser) är en ort och kommun i provinsen Biella i regionen Piemonte i Italien. Kommunen hade 169 invånare (2024).

## Geografi
Piedicavallo är beläget vid huvudänden av Cervo-dalen. Kommunens territorium omfattar, förutom dalsträckan som går ner från Lago della Vecchia och som korsas av Cervo, även dalgångarna Irogna, Mologna och Chiobbia, vilket är de tre första betydande biflödena till huvudbäcken. Några av områdena belägna i de högre delarna av dessa dalgångar tillhör inte kommunen Piedicavallo, utan administreras av byar i den nedre dalen eller centrala Biella-området (som till exempel Andorno Micca, Callabiana eller Selve Marcone), vilka i århundraden har använt dessa höga betesmarker för boskapen i sina jordbruksföretag tack vare användandet av alternerande beteshållning. 
Kommunens enda frazione är Montesinaro, belägen lite mer än en kilometer från kommunens centrum och som har 63 invånare.

## Namnets ursprung
Enligt en första hypotes skulle byns namn härstamma från det faktum att den var (och är) den sista bebodda platsen i dalen som man kunde nå med häst, ovanför vilken det blev nödvändigt att fortsätta till fots. En andra hypotes gör gällande att Piedicavallo kommer från "Pe' d'cò d'val", och hänvisar därmed till byns läge vid foten av berget.

## Historia
Liksom de andra bebodda områdena i området var byn ursprungligen en alpäng och först omkring 1400-talet började den få en fast bosatt befolkning. Dess territorium tillhörde Andorno Micca, från vilket det separerades tillsammans med resten av den övre dalen 1694, när kommunen Campiglia Cervo bildades. Efter en ny separation fick Piedicavallo sin egen kommunala autonomi den 14 mars 1700. Den nya kommunen omfattade även Montesinaro, Rosazza och Beccara. Rosazza blev en egen kommun 1906 med Beccara som frazione. 
Parallellt med historien om kommunal autonomi ägde en kortare feodal historia rum: Piedicavallo var grevskap under greve Liborio Garagno di Chieri mellan 1724 och 1752, då herrskapet såldes till senatorn Paolo Francesco Vacca. År 1782 avskaffades slutligen alla feodala rättigheter. 
Säsongsmässig emigration av männen från byn, som flyttade runt i Italien eller utomlands i många månader varje år för att arbeta på byggarbetsplatser, var en konstant del av den lokala ekonomin fram till början av 1900-talet. De nya idéer som dalborna kom i kontakt med lade grunden för en rad kollektiva initiativ, såsom skapandet av förskolan och grundskolan, samt teatern Regina Margherita och en ömsesidig hjälporganisation, den senare grundad 1872. Sedan andra hälften av 1900-talet har byns ekonomi främst knutits till turism.
År 2020 drabbades kommunen av en översvämning som fick den gamla stenbron i Parco Ravere att kollapsa.

### Symboler
Kommunens vapen beviljades genom ett dekret av republikens president den 12 oktober 1993.
"Delad i silver och rött, med ett minskat blått band tvärs över, åtföljt av två stjärnor med åtta strålar, den översta i silver och den nedersta i blått. Med typiska kommunala ornament."

## Monument och sevärdheter

### Religiösa byggnader

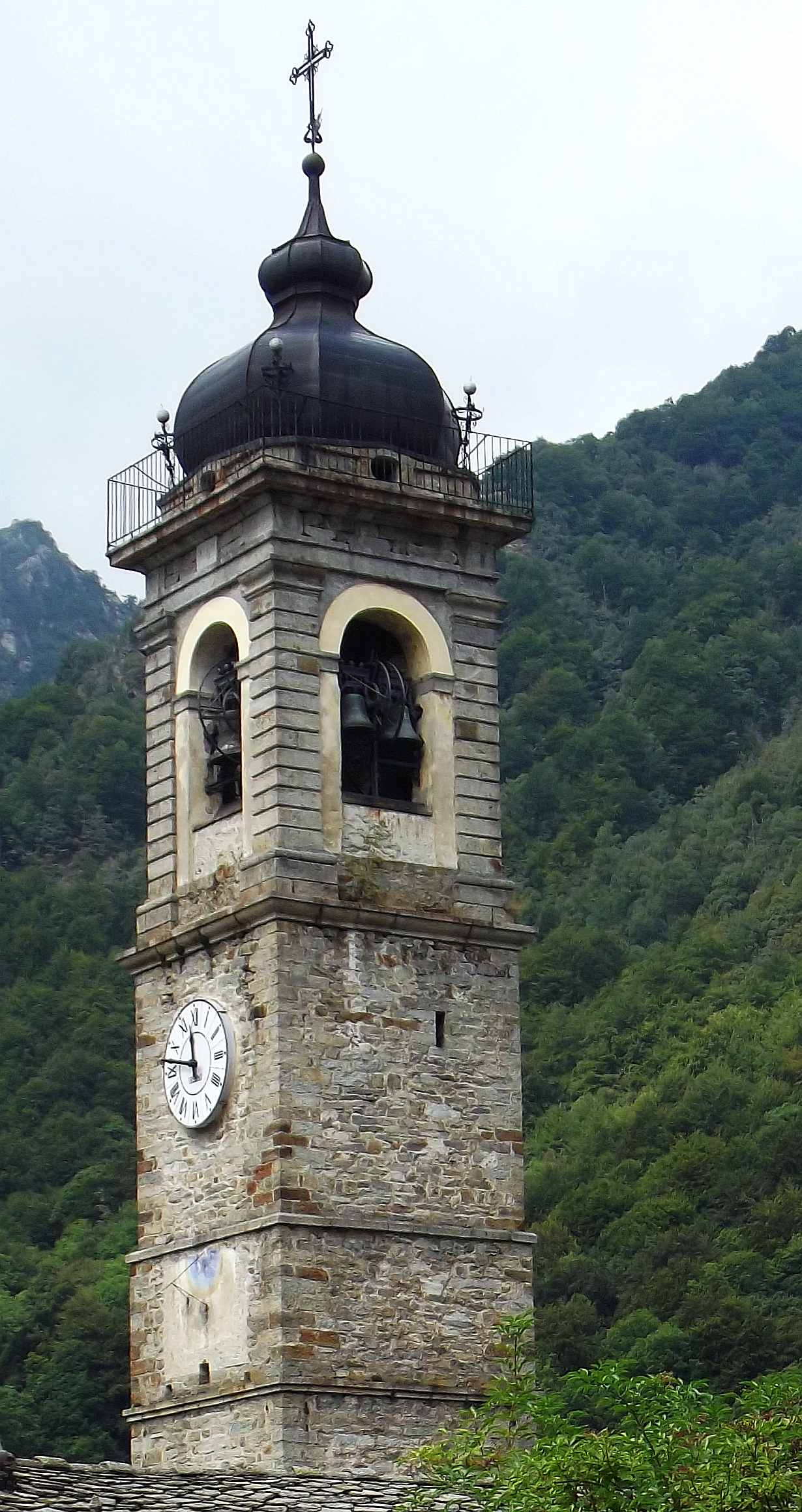
Klocktornet

- San Michele församlingskyrkan: daterad till 1700-talet, inuti finns en altartavla och en predikstol av trä också från 1700-talet.[6]

- Evangeliska valdensiska kyrkan: byggdes 1895 av en grupp invånare som hade konverterat till protestantismen och inkluderar även några lokaler som ursprungligen var avsedda för grundutbildning.[9]
- San Grato kyrkan, i Montesinaro, från 1700-talet.[6]

### Andra byggnader
- Regina Margherita kommunala teater, som hade stor betydelse för lokalsamhället; den ursprungliga ridån, målad omkring 1878 av konstnären Giuseppe Maffei, bevaras idag i Biella på Biellas territoriemuseum.[10]
- Jasera, en gammal byggnad som en gång användes för insamling och bevarande av is för befolkningen.
- Coda-bron: byggd 1882 i torr sten av lokala hantverkare, förmodligen samma som byggde tvillingbron i Rassa, förstördes av översvämningen den 3 oktober 2020. Sommaren 2022 färdigställdes den nya bron över Cervo-bäcken.[11]

### Naturområden
- Den övre Chiobbia-dalen, som kulminerar med Monte Bo, ingår i det europeiska Natura 2000-nätverkets gemenskapsintresseområde (SIC) kallat "Val Sessera" (kod IT1130002[12]).

## Vandring
Piedicavallo är utgångspunkt för flera stigar som förbinder Biella-området med Valsesia och Aostadalen. Med cirka tre timmars vandring kan man nå Lago della Vecchia eller Rifugio Alfredo Rivetti. Den officiella turistsidan listar över 25 vandringsleder som har sin start i Piedicavallo och i Montesinaro.

## Administration

### Frazioni
Piedicavallo har bara en frazione: Montesinaro. Montesinaro uppstod som en fäbodvall, och de första permanenta bosättningarna i byn Montesinaro registrerades omkring 1400-talet. 
I Montesinaro finns en kyrkogård och kyrkan som är dedikerad till biskop San Grato (1715): den fick självständighet som församling 1754, men förlorade den 1986 när den gemensamma församlingen Santi Michele e Grato di Piedicavallo e Montesinaro skapades.

### Vänorter
Sedan 2009 är Piedicavallo vänort med:
- Avrieux

### Övrig administrativ information
Från 1973 var Piedicavallo en del av Comunità montana Alta Valle Cervo tillsammans med kommunerna Quittengo, Rosazza, Campiglia Cervo och San Paolo Cervo. Denna bergsgemenskap slogs senare samman av regionen Piemonte med Comunità montana Bassa Valle Cervo och bildade Comunità Montana Valle Cervo.

## Bildgalleri

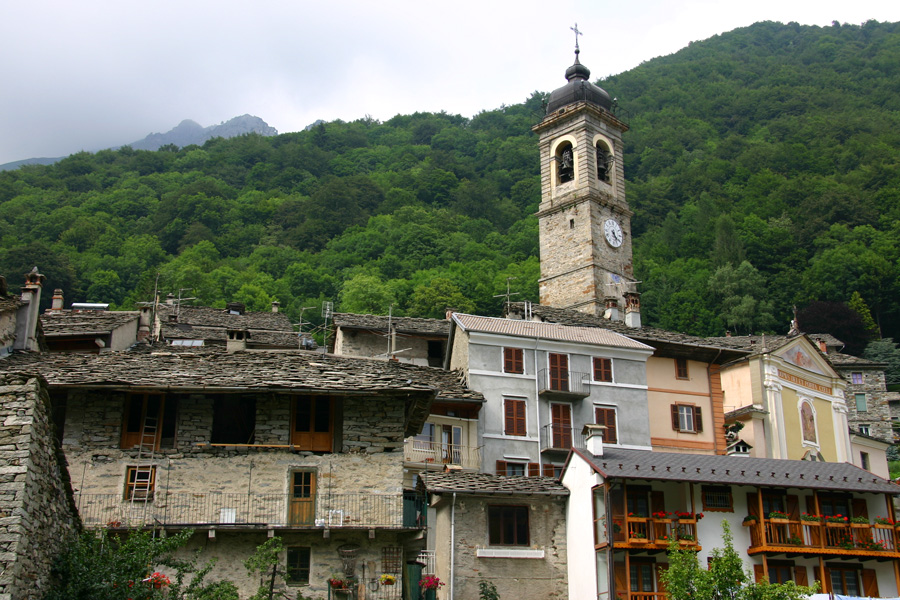
Vy över byn med kyrkan
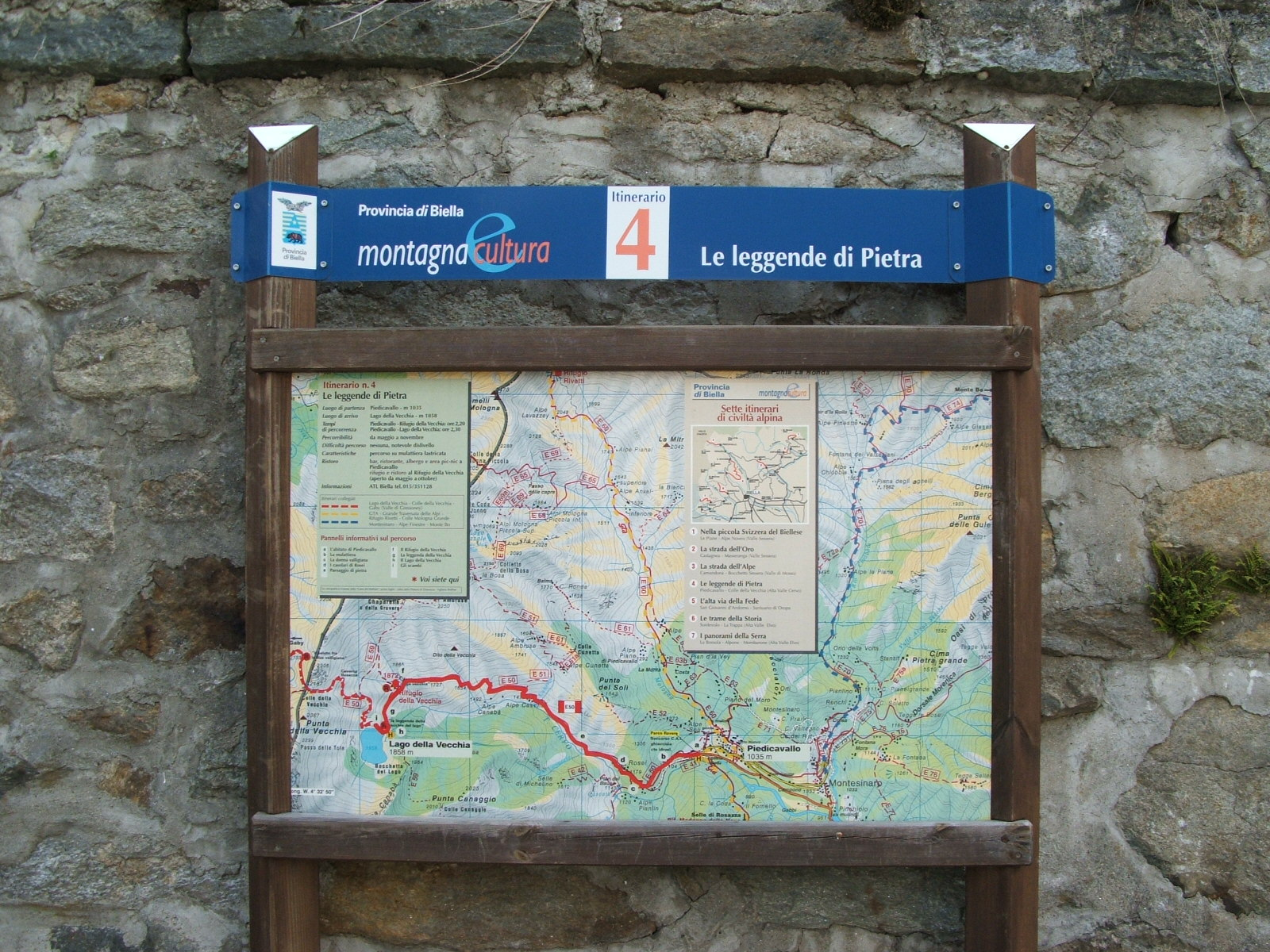
Alpina vandringsleder
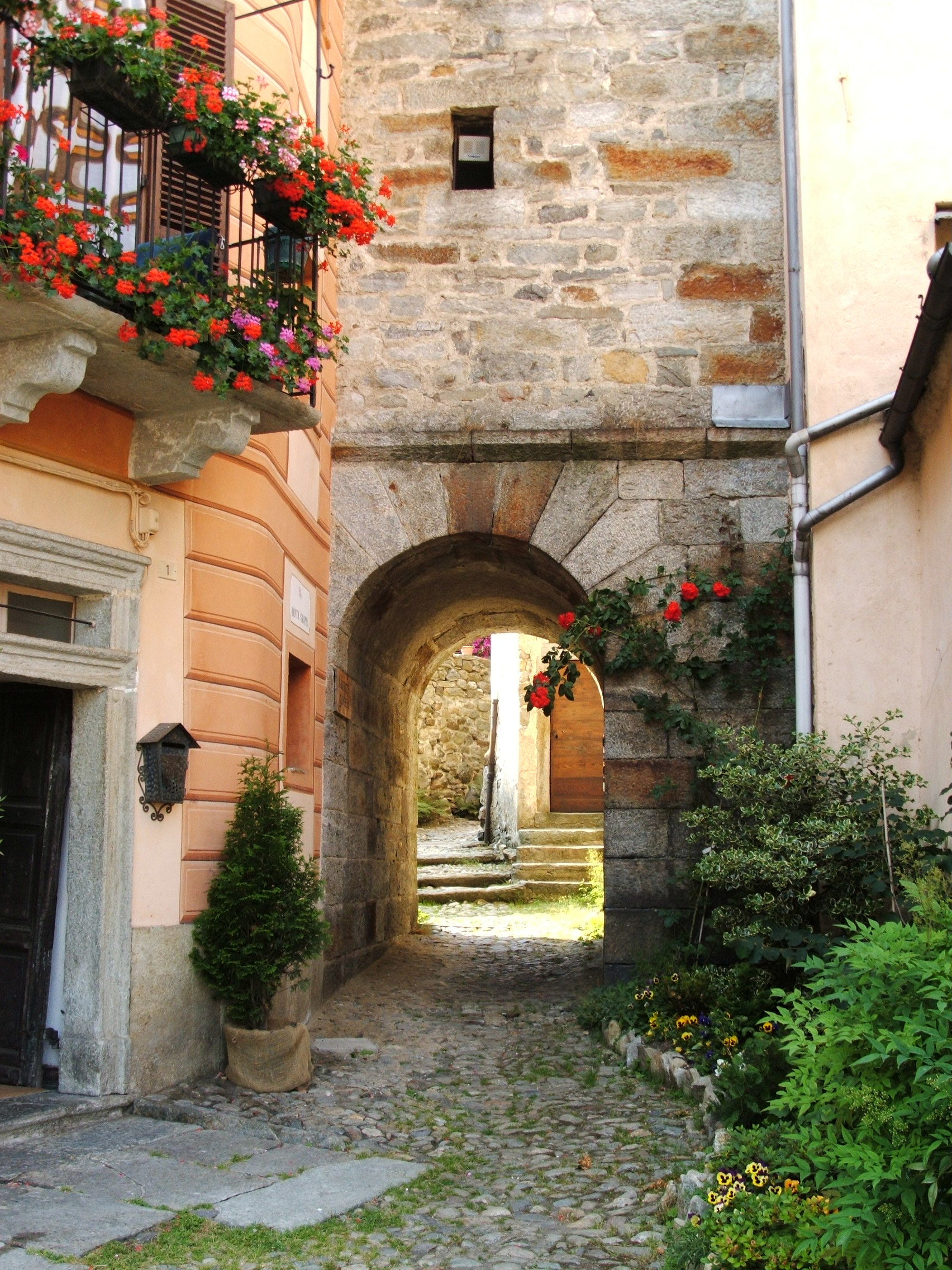
Rustik portik under klocktornet
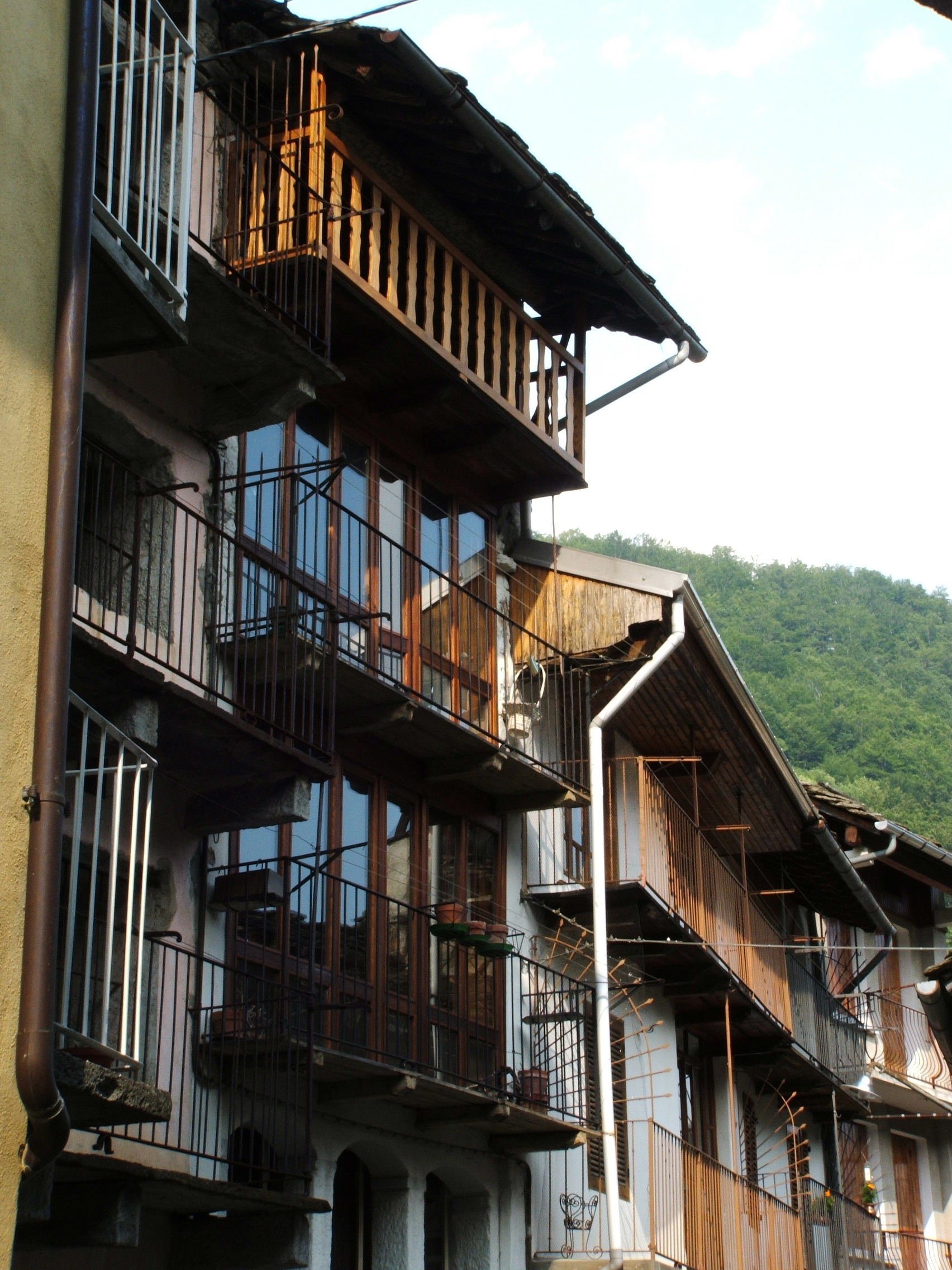
Några hus i byns centrum
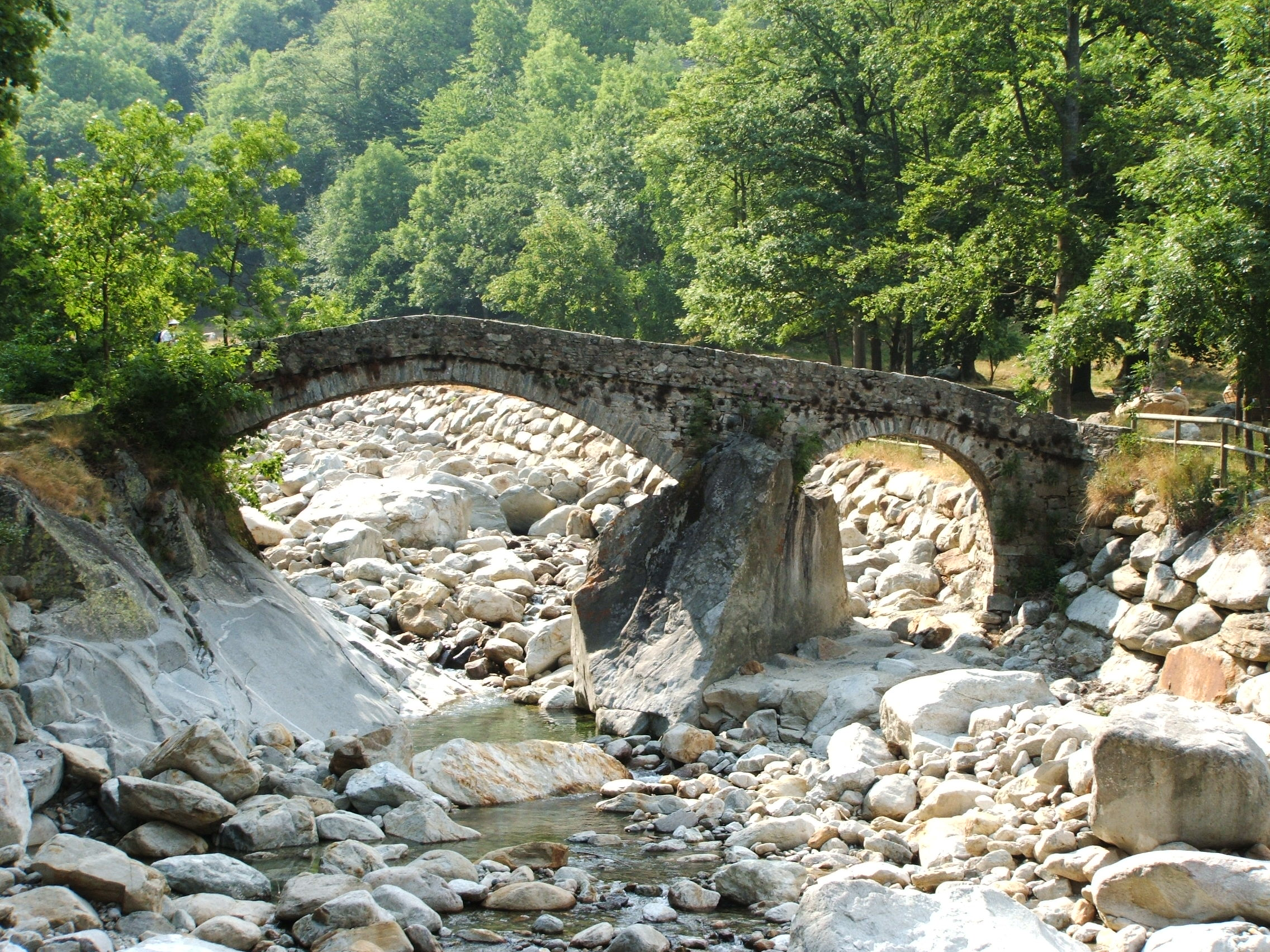
Den gamla Coda-bron, som rasade 2020 och sedan återuppbyggdes